# Marita Katoucheva
Marita Viktorovna Katoucheva (russe : Марита Викторовна Катушева), née Aven (russe : Авен) le 19 avril 1938 et morte le 21 janvier 1992 à Moscou (Russie), est une ancienne joueuse soviétique puis russe de volley-ball.
Elle est médaillée d'argent aux Jeux de 1964.

## Carrière
Valentina Kameniok-Vingradova fait partie de l'équipe soviétique qui remporte la médaille d'argent du tournoi féminin de volley-ball aux Jeux olympiques de 1964.
De 1956 à 1959, elle est membre de l'équipe Spartak Moscou avant de partir pour le Dinamo Moscou où elle reste de 1969 à 1971.

## Palmarès

### Équipe nationale
- Jeux olympiques
  -  1964 à Tokyo.

- Championnat du monde
  -  1962 à Moscou.

- Championnat d'Europe
  -  1963 à Constanța.

### En club
- Championnats d'Union soviétique[2]
  - Vainqueur : 1960, 1962, 1970, 1971.
  - Finaliste : 1966

- Ligue des champions[2]
  - Vainqueur : 1961, 1963, 1965, 1968, 1969, 1970, 1971.
  - Finaliste : 1966, 1967.